# Close Your Eyes (Michael Bublé)
Close Your Eyes is een nummer van de Canadese zanger Michael Bublé uit 2013. Het is de derde single van zijn achtste studioalbum To Be Loved.
"Close Your Eyes" is een ballad met een blij geluid. Het nummer is een eerbetoon aan de vrouw, ook gaat het over de mate waarin mannen van hen afhankelijk zijn. Bublé liet zich voor het nummer inspireren door zijn eigen vrouw Luisana, die hem "overal doorheen helpt" en "stabiliteit geeft". De plaat flopte in Canada, maar werd wel een kleine radiohit in Nederland. Desondanks bereikte het ook geen Nederlandse hitlijsten.

## Tracklijst
Cd-single
- "Close Your Eyes" - 3:33